# Cristóvão Borges
Cristóvão Borges dos Santos, noto come Cristóvão Borges (Salvador, 9 giugno 1959), è un allenatore di calcio ed ex calciatore brasiliano, di ruolo attaccante.

## Caratteristiche tecniche
Giocava come attaccante. Grazie alla sua versatilità, poteva essere schierato anche come centrocampista.

## Carriera

### Giocatore

#### Club
Nel 1979 debuttò in campionato, mettendosi in evidenza con 7 reti in 15 partite, vincendo anche un Campionato Carioca nel 1980, e nel 1983 si unì all'Operário, con il quale giocò una sola stagione; dal 1983 al 1985 partecipò ai campionati statali dello Stato di Paraná con l'Atlético Paranaense, vincendone due.
Nel 1986 passò brevemente al Corinthians prima di approdare al Grêmio, con la maglia del quale riesca anche ad arrivare alla convocazione in Nazionale e alla vittoria di tre campionati statali.
Nell'ultima parte della sua carriera giocò per Guarani, Portuguesa e Atlético Mineiro, con il quale ha chiuso la carriera.

#### Nazionale
Venne convocato in Nazionale nel 1989, anno nel quale vinse la Copa América. In tutto ha collezionato 8 presenze con la maglia del Brasile.

### Allenatore
Nel 2003 ha allenato l'Esporte Clube Juventude per due partite di Copa do Brasil, ottenendo una vittoria ed una sconfitta contro il Caldense.

## Palmarès

### Giocatore

#### Club
- Campeonato Carioca: 1

Fluminense: 1980
- Campionato Paranaense: 2

Atlético-PR: 1983, 1985
- Campionato Gaúcho: 3

Grêmio: 1987, 1988, 1989

#### Nazionale
- Giochi panamericani: 1

San Juan 1979
- Coppa America: 1

1989

## Statistiche

### Cronologia presenze e reti in nazionale
| Cronologia completa delle presenze e delle reti in nazionale ― Brasile | Cronologia completa delle presenze e delle reti in nazionale ― Brasile | Cronologia completa delle presenze e delle reti in nazionale ― Brasile | Cronologia completa delle presenze e delle reti in nazionale ― Brasile | Cronologia completa delle presenze e delle reti in nazionale ― Brasile | Cronologia completa delle presenze e delle reti in nazionale ― Brasile | Cronologia completa delle presenze e delle reti in nazionale ― Brasile | Cronologia completa delle presenze e delle reti in nazionale ― Brasile |
| Data                                                                   | Città                                                                  | In casa                                                                | Risultato                                                              | Ospiti                                                                 | Competizione                                                           | Reti                                                                   | Note                                                                   |
| ---------------------------------------------------------------------- | ---------------------------------------------------------------------- | ---------------------------------------------------------------------- | ---------------------------------------------------------------------- | ---------------------------------------------------------------------- | ---------------------------------------------------------------------- | ---------------------------------------------------------------------- | ---------------------------------------------------------------------- |
| 12-4-1989                                                              | Teresina                                                               | Brasile                                                                | 2 – 0                                                                  | Paraguay                                                               | Amichevole                                                             | 1                                                                      | 74’                                                                    |
| 10-5-1989                                                              | Fortaleza                                                              | Brasile                                                                | 4 – 1                                                                  | Perù                                                                   | Amichevole                                                             | -                                                                      | 61’                                                                    |
| 24-5-1989                                                              | Lima                                                                   | Perù                                                                   | 1 – 1                                                                  | Brasile                                                                | Amichevole                                                             | 1                                                                      |                                                                        |
| 8-6-1989                                                               | Rio de Janeiro                                                         | Brasile                                                                | 4 – 0                                                                  | Portogallo                                                             | Amichevole                                                             | -                                                                      | 65’                                                                    |
| 16-6-1989                                                              | Copenaghen                                                             | Svezia                                                                 | 2 – 1                                                                  | Brasile                                                                | Amichevole                                                             | 1                                                                      | 46’                                                                    |
| 18-6-1989                                                              | Copenaghen                                                             | Danimarca                                                              | 4 – 0                                                                  | Brasile                                                                | Amichevole                                                             | -                                                                      | 64’                                                                    |
| 23-7-1989                                                              | Rio de Janeiro                                                         | Brasile                                                                | 1 – 0                                                                  | Giappone                                                               | Amichevole                                                             | -                                                                      | 69’                                                                    |
| Totale                                                                 |                                                                        | Presenze                                                               | 7                                                                      |                                                                        | Reti                                                                   | 3                                                                      |                                                                        |